# كينيث فارلي
كينيث فارلي (بالإنجليزية: Kenneth A. Farley)‏ هو كيميائي أمريكي، ولد في 1964.